# Tarasa tenella
Tarasa tenella là một loài thực vật có hoa trong họ Cẩm quỳ. Loài này được (Cav.) Krapov. miêu tả khoa học đầu tiên năm 1954.